# Diloc
DiLoc ist eine kommerzielle webbasierte Softwarelösung für den Schienenpersonenverkehr und Schienengüterverkehr, die das zentrale System zur Disposition und Lokalisierung von Fahrzeugen, zur Fahrgastinformation sowie für das Dokumentenmanagement bildet. Das System hat das deutsche Unternehmen cn-mobility GmbH in Mittenaar konzipiert und entwickelt.
Diloc ist eine Wortzusammensetzung aus Di = Disposition und Loc = Localisation.

## Beschreibung
Das Basissystem DiLoc ist modular aufgebaut und besteht aus den drei Produkten DiLoc|Motion (Disposition und Fahrgastinformation auf den Stationen), DiLoc|OnBoard (Fahrgastinformation in den Fahrzeugen) und DiLoc|Sync (Dokumenten- und Informationsmanagement für mobiles Personal).
Alle Produkte sind modular aufgebaut. Funktionen werden nach einem Lizenzsystem freigeschaltet.

### DiLoc|Motion
DiLoc|Motion ist eine unabhängige, mandantenfähige Plattform für die Disposition und Fahrgastinformation in Leitstellen, die über Schnittstellen Informationen aus unterschiedlichen Datenquellen wie GNSS-Ortungssystemen, Leitsystemen (LeiDis, Iltis, BBR), Fahrplänen sowie für die Fahrgastinformation (z. B. VDV 453, 454) verarbeitet. Die Informationen werden den abnehmenden Eisenbahnverkehrsunternehmen (EVU) als Echtzeit-Daten inklusive Verspätungen, Gleiswechseln, Umleitungen und Anschlüsse tabellarisch und in ZWL-Diagrammen zur Verfügung gestellt sowie an die Anzeige- und Ansagesysteme (Fahrgastinformationssysteme) auf den Stationen verteilt.

### DiLoc|OnBoard
DiLoc|OnBoard ist eine schlüsselfertige, webbasierte Systemlösung für die Fahrgastinformation in Zügen bestehend aus Software und Hardware.
Die Fahrzeuge werden über das zentrale System DiLoc|Motion in Echtzeit mit Daten (z. B. Fahrplan-Updates, dispositiven Änderungen, Prognosen, Anschlüssen) versorgt. Über die von der cn-mobility GmbH entwickelte offene Schnittstelle MPI (Mobile Passenger Information) können Ortungsdaten und Diagnosedaten ebenfalls in Echtzeit vom Fahrzeug an den DiLoc-Server übermittelt werden.

### DiLoc|Sync
DiLoc|Sync ist eine Software zum Dokumentenmanagement und zur Kommunikation zwischen den IT-Systemen der Disposition eines EVU oder Personaldienstleisters und dem mobilen Personal (z. B. Triebfahrzeugführer, Kundenbetreuer, Wagenmeister). Mit dieser Anwendung werden Informationen über das Internet von der Zentrale auf die Endgeräte (Tablets, Smartphones) des Personals übertragen.

## Geschichte/Entwicklung
Mit der Entwicklung von DiLoc wurde im Oktober 2007 begonnen. Ziel war die Unterstützung der DB Netz AG (heute DB InfraGO AG) Schnittstelle „Externer Verteiler“, um die Software für kleine EVU, die auf den Strecken der DB Netz fahren, nutzbar zu machen. Die Integration in die IT-Systeme der EVU wird dadurch gewährleistet, dass die Software webbasiert aufgebaut ist. Die Software kann lokal im Netzwerk des EVU oder durch die cn-mobility GmbH als Cloudlösung betrieben werden. Um die Lokalisierung lückenlos auch auf nicht DB Strecken und europaweit für grenzüberschreitenden Personen- und Güterverkehr nutzbar zu machen, gibt es eine GNSS-Schnittstelle zur Ortung per Satellit.
2008 wurde die Software für den Hessischen Innovationspreis nominiert und erhielt 2010 den Innovationspreis IT.
DiLocMotion und DiLoc|Sync sind seit 2010 im Produktivbetrieb.
DiLoc|OnBoard ist seit 2016 produktiv im Einsatz.
2024 Umfirmierung der CN-Consult GmbH in cn-mobility GmbH

## Systemvoraussetzungen
Auf der Client-Seite wird ein handelsüblicher PC bzw. ein Tablet/Smartphone mit Internetzugang sowie ein aktueller Webbrowser benötigt. Die Client-App für DiLoc|Sync gibt es für Android, iOS/iPadOS und Windows kostenlos in den App-Stores.

## Referenzen (Auszug)
- Abellio Rail Mitteldeutschland GmbH
- Appenzeller Bahnen AG
- duisport rail GmbH
- Havelländische Eisenbahn AG
- ÖBB-Personenverkehr AG
- SBB Cargo AG
- Sihltal-Zürich-Uetliberg-Bahn
- TX Logistic AG
- Wiener Lokalbahnen
- zb Zentralbahn AG